# Noorwegen op het Eurovisiesongfestival 1977
Noorwegen nam deel aan het Eurovisiesongfestival 1977 in Londen (Verenigd Koninkrijk). Het was de 17de keer dat Noorwegen deelnam aan het Eurovisiesongfestival. NRK was verantwoordelijk voor de Noorse bijdrage voor de editie van 1977.

## Selectieprocedure
Melodi Grand Prix 1977 was het televisieprogramma waarin de Noorse kandidaat werd gekozen voor het Eurovisiesongfestival 1977.
De MGP werd georganiseerd in de studio's van de NRK, te Oslo. Zes liedjes deden mee in deze finale. De winnaar werd verkozen door zes regionale jury's.
| Volgorde | Artiest                     | Lied                | Punten | Plaat |
| -------- | --------------------------- | ------------------- | ------ | ----- |
| 1        | Rune Larsen                 | "Robåt rock"        | 59     | 2     |
| 2        | Dag Spantell                | "Jonathan"          | 42     | 5     |
| 3        | Odd Børre                   | "Make Love Not War" | 25     | 6     |
| 4        | Anita Skorgan               | "Casanova"          | 91     | 1     |
| 5        | Axel Gran                   | "Ikke mitt bord"    | 55     | 4     |
| 6        | Kirsti Sparboe & Benny Borg | "Sang"              | 58     | 3     |

## In Londen
In Londen moest Noorwegen optreden als vijfde, net na gastland Oostenrijk en voor Duitsland. Na de stemming bleek dat Noorwegen op een gedeelde veertiende plaats was geëindigd met 18 punten. Nederland had geen punten over voor de inzending. België daarentegen gaf het 5 punten.

### Gekregen punten

#### Finale
| 12 punten         | 10 punten | 8 punten    | 7 punten                         | 6 punten |
| ----------------- | --------- | ----------- | -------------------------------- | -------- |
|                   |           |             |                                  |          |
| 5 punten          | 4 punten  | 3 punten    | 2 punten                         | 1 punt   |
| - België - Italië |           | - Luxemburg | - Portugal - Verenigd Koninkrijk | - Zweden |

### Punten gegeven door Noorwegen

#### Finale
Punten gegeven in de finale:
| 12 punten | Ierland             |
| 10 punten | Zwitserland         |
| 8 punten  | Finland             |
| 7 punten  | Verenigd Koninkrijk |
| 6 punten  | België              |
| 5 punten  | Israël              |
| 4 punten  | Griekenland         |
| 3 punten  | Frankrijk           |
| 2 punten  | Oostenrijk          |
| 1 punt    | Monaco              |

1960 · 1961 · 1962 · 1963 · 1964 · 1965 · 1966 · 1967 · 1968 · 1969 · 1970 · 1971 · 1972 · 1973 · 1974 · 1975 · 1976 · 1977 · 1978 · 1979 · 1980 · 1981 · 1982 · 1983 · 1984 · 1985 · 1986 · 1987 · 1988 · 1989 · 1990 · 1991 · 1992 · 1993 · 1994 · 1995 · 1996 · 1997 · 1998 · 1999 · 2000 · 2001 · 2002 · 2003 · 2004 · 2005 · 2006 · 2007 · 2008 · 2009 · 2010 · 2011 · 2012 · 2013 · 2014 · 2015 · 2016 · 2017 · 2018 · 2019 · 2020 · 2021 · 2022 · 2023 · 2024 · 2025